# Nevada, Granada
Nevada là một đô thị trong tỉnh Granada, Tây Ban Nha. Dân số năm 2024 là 1.096 người.